# 해무 (안개)

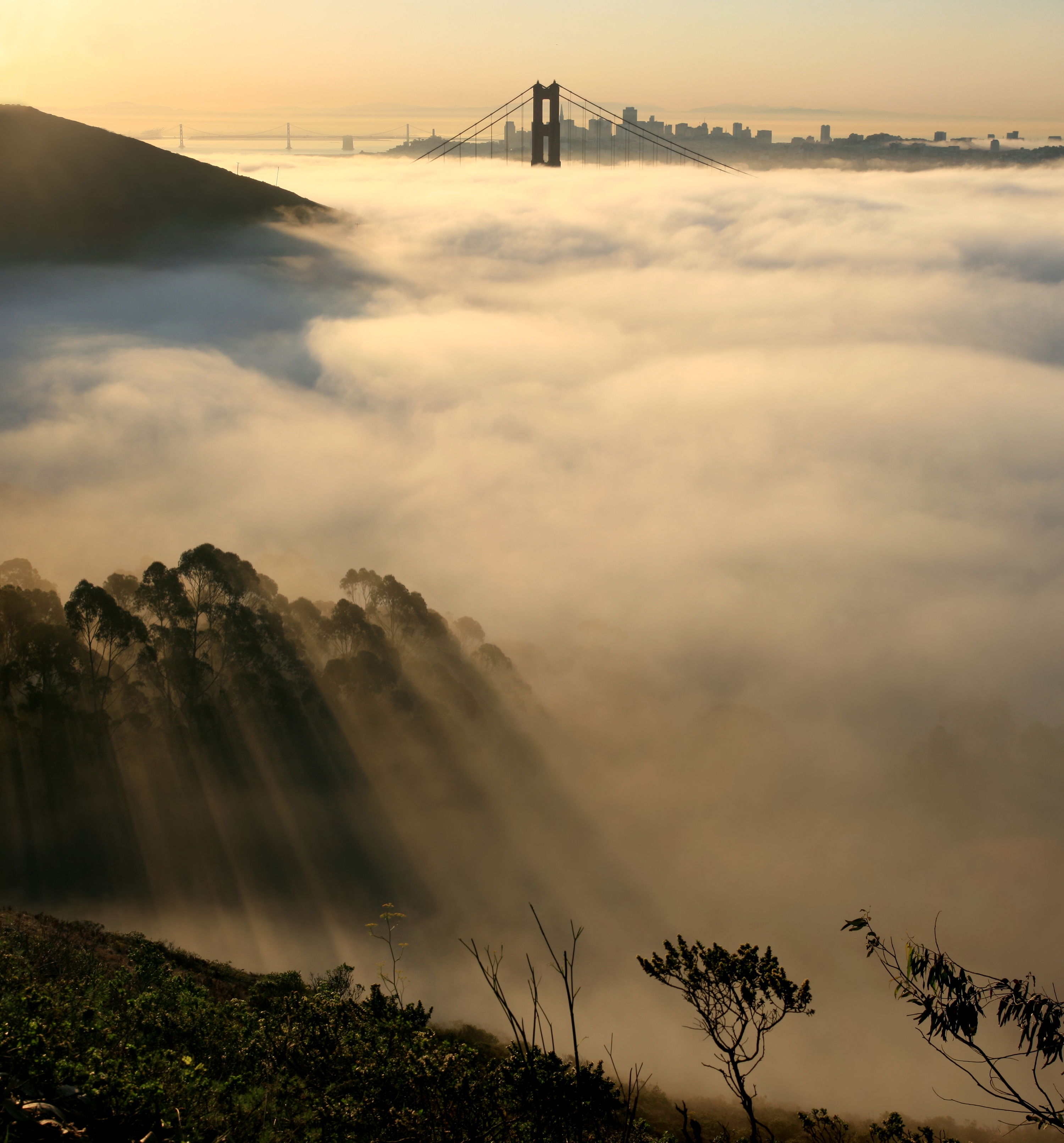
골든게이트교의 해무

해무(海霧, marine layer, sea fog)는 온도 역전이 있을 때 바다나 큰 호수와 같은 큰 수역의 표면 위에 발달하는 기단이다. 역전 자체는 일반적으로 따뜻한 기단의 표면층에 있는 물의 냉각 효과에 의해 시작된다.

## 요소
해무는 이류무(異流霧)라고도 하며 찬 공기가 상대적으로 따뜻한 해수 위를 지나갈 때 공기 아랫부분이 냉각되면서 형성된다.
언론 매체의 기상 기자들이 해무를 마치 해당 용어가 포함할 수 있는 안개나 층운과 동의어인 것처럼 논의하는 것을 듣는 것은 드문 일이 아니지만 이는 잘못된 것이다. 사실, 해무는 일반적으로 약간의 구름을 포함하고 있지만 실제로 어떤 종류의 구름도 없이 존재할 수 있다. 해무는 적절한 조건에서 구름이 형성될 수 있는 매개체이다. 이는 구름층 자체가 아니다.

## 한국의 해무
한국에서는 서해안에서 해무가 자주 발생한다. 이에 관해서는 한국의 안개 문서를 참조할 것.

## 같이 보기
- 한국의 안개
- 안개
- 대양